# Business Insider
Business Insider è un sito web d'informazione statunitense creato nel 2007 da Kevin Ryan e situato a New York. Dal 2021 al 2023 ha usato il nome Insider.

## Descrizione
Alcuni articoli sono tradotti in francese sul sito Le Journal du Net. Il sito ha cinque versioni: tedesco, australiano, olandese, malese e francese. Per la versione francese, BusinesInsider.fr, Henri Blodget, direttore e cofondatore del sito, ha fissato l'obiettivo di un milione di visitatori unici al mese.
Nel settembre 2015, Axel Springer ha acquisito una quota dell'88% nel sito Web di Business Insider (di cui aveva già detenuto il 9%) per $ 343 milioni.